# Andrew Szasz
Andrew Szasz (* als András Szász 1947 in Ungarn) ist ein US-amerikanischer Umweltsoziologe.

## Leben
András Szász wuchs die ersten Jahre in Ungarn auf, bis seine Familie 1956 im Gefolge des Ungarischen Volksaufstandes das Land verlassen musste. In den USA studierte er an der Harvard University und gehörte 1968 zu den protestierenden Studenten. Er wurde M.A. an der University of Chicago und promovierte 1982 an der University of Wisconsin–Madison.
Seine wissenschaftlichen Schwerpunkte liegen in der Umweltsoziologie, der Umweltpolitik, den Umweltbewegungen und dem Klimawandel. In seiner Studie zum Konsumverhalten beschreibt er den Rückzug der Gesellschaft aus den ökologischen Problemen. Auch seine neuere Studie zur Einstellung religiöser Gruppen zum Klimawandel zeige eher einen Attentismus den Umweltproblemen gegenüber, denn eine aktionsbereite Haltung, das sich aus der moralischen Verpflichtung zur Bewahrung der Schöpfung speise.
Szasz lehrt an der University of California, Santa Cruz. Er veröffentlicht in verschiedenen wissenschaftlichen Zeitschriften wie dem Journal of American History und dem American Sociological Review.

## Schriften (Auswahl)
- Shopping Our Way to Safety: How We Changed from Protecting the Environment to Protecting Ourselves. University of Minnesota Press,  2007
- Mit Walter L Goldfrank; David Goodman: Ecology and the world-system. Westport, Conn. : Praeger, 1999
- mit Michael R Meuser: Santa Clara County toxics and demographics maps. Santa Cruz, CA : Sustainable Economic & Environmental Knowledge, Map Cruzin, 1996
- EcoPopulism: Toxic Waste and the Movement for Environmental Justice. Minneapolis: University of Minnesota Press 1994
- Environmental protection and the grass roots. Minneapolis : University of Minnesota Press, 1994.
- The dynamics of socil regulation : a study of the formation and evolution of the Occupational Safety and Health Administration. Dissertation University of Wisconsin-Madison, 1982